# Anoplobistus siebersi
Anoplobistus siebersi är en insektsart som beskrevs av Bragg 200. Anoplobistus siebersi ingår i släktet Anoplobistus och familjen Aschiphasmatidae. Inga underarter finns listade i Catalogue of Life.